# Alfredo Gracia
Alfredo Gracia Vicente (Castel de Cabra, Teruel; 6 de agosto de 1910 - Monterrey, Nuevo León; 23 de marzo de 1996) fue un exiliado, promotor cultural, escritor, librero, realizó una gran labor divulgativa de la literatura española en México.

## Biografía
Hijo de padres campesinos, Alfredo Gracia nació en el pueblo aragonés de Castel de Cabra donde desde muy corta edad tuvo que trabajar como pastor. Escapó del pequeño pueblo a Barcelona donde pudo realizar los estudios primarios y, a los catorce años, ingresar en la Escuela Normal, estudiando Magisterio. 
Durante la guerra civil española colaboró en las labores de alfabetización de los milicianos republicanos y creó un periódico mural al que llamaba El burro ilustrado. Tras la derrota republicana se refugió durante ocho años en Tampico, México donde colaboró con la fundación del Colegio Cervantes. Allí adoptó la nacionalidad mexicana. En 1948 estableció en Monterrey una sucursal de la Librería Cosmos que muy pronto se convirtió en punto de reunión para la intelectualidad.  Desde esa librería desarrolló numerosas actividades divulgativas y organizó numerosos recitales poéticos, llegando a invitar a escritores de la Península como fue el caso de Ángela Figuera Aymerich en 1969. También abrió otra librería, Arte y Libros.
Durante su exilio Alfredo Gracia pudo conocer a numerosos intelectuales y escritores huidos del franquismo como León Felipe, Pedro Garfias, Luis Buñuel, Max Aub… También mantuvo estrecha relación con escritores mexicanos como Alfonso Reyes.
Paralelamente a su labor como librero desarrolló también su faceta de enseñante en la Facultad de Ciencias de la Comunicación de la Universidad Autónoma de Nuevo León. Hoy día su biblioteca lleva el nombre del exiliado español.
Alfredo Gracia falleció en Monterrey, el 23 de marzo de 1996. El conjunto de sus fondos y biblioteca fueron depositados en la UANL.

## Premios que recibió
- Medalla al Mérito Civil
- Medalla de Diego de Montemayor[5]

En la actualidad tres bibliotecas mexicanas llevan su nombre.

### Artículos periodísticos
- "Ángela Figuera en el recuerdo". El Porvenir. Monterrey (México): 16 de abril de 1984.

### Correspondencia
- Carta a María Luisa, su esposa. 13 de noviembre de 1938. http://www.exiliadosrepublicanos.info/sites/default/files/es/users/isabelortegaridaura/Carta_a_MaLuisa.jpg